# Mystery Jets
A Mystery Jets egy brit indie-együttes, korábbi központjuk a London Twickenham külvárosában található Eeel Pie Sziget. A együttest Henry Harrison (szöveg, zongora), Blaine Harrison (ének, gitár, billentyűs hangszerek) és William Rees (gitár, ének) alapította, amikor a fiúk még iskolába jártak és dalokat küldözgettek egymásnak kazettán. A negyedik tag Kapil Trivedi (dobok).

## Történet

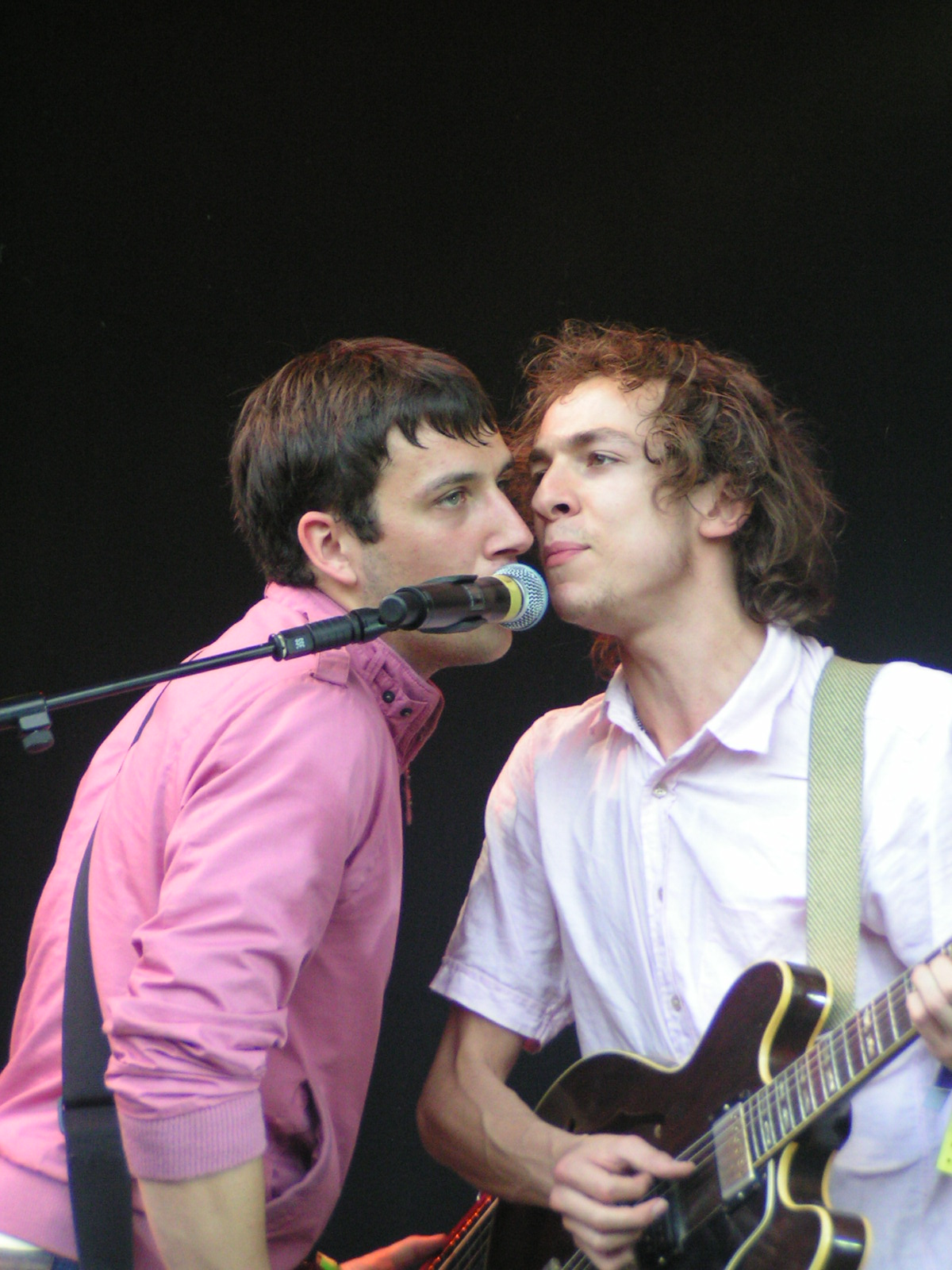
Kai Fish és William Rees

Az első felállás Blaine Harrisonból, mint dobos, William Reesből, mint gitáros és Henry Harrisonból (Blaine édesapjából), mint basszusgitáros állt. Henry később második gitáros lett, ekkor csatlakozott Kai Fish basszusgitáros és Tamara Pearce-Higgis a csapathoz.
Az eredeti nevük The Misery Jets volt, ez akkor lett Mystery Jets, mikor Blaine véletlenül elírta a nevet, mikor a dobelszerelésére festette.
Ekkor rögzítették első EP-jüket Nick Sykes producerrel. Blaine vette át a vezető énekesi posztot, mikor Tamara elhagyta a zenekart, így egy darabig kénytelenek voltak dobgépeket használni. Végül az interneten kerestek új tagot a posztra, így találtak rá Kapil Trivedire. A Mystery Jets hangzásvilágára a Hell and Oates, Syd Barrett és a Pink Floyd voltak hatással. William Rees Robert Flippet, Adrian Belewt, Jimi Hendrixt és David Bowiet említette inspiráló gitárosokként.
A The Eeel Pie Island című EP-jüket nem sokkal később egy fiatal producer, Bishop Dante segítségével vették fel. Az első turnéjukat követően megjelentették első valódi kislemezüket is, a Zoo Timeot, a Transgressive Records gondozásában. Ekkoriban a Mystery Jets egy sor illegális partit szervezett az Eel Pie Szigeten, amik hatalmas tömegeket vonzottak, mielőtt a rendőrség beszüntette ezeket. Szerződést kötöttek a 679 Records kiadóval. Miután 2005-ben világot látott néhány további kislemez, és bemutatkoztak az MTV Two Spanking New Music Week című műsorában, 2006 elején elérté addigi legmagasabb kislemezlistás helyezésüket a The Boy Who Ran Awayel, játszottak a ShockWaves NME Awards turnéján és először szerepeltek a Top of the Pops-ban is.

### Making Dens
Az együttes debütáló albuma a Making Dens 2006. március 6-án jelent meg. 2007-ben további dalokat írtak és több külföldi koncertet adtak, főleg Amerikában, ahol Zootime címen külön albumot adtak ki, amit a Making Dens és néhány korábbi kislemez dalaiból válogattak össze.
Henry Harrison úgy döntött röviddel ezután, hogy felhagy az élő zenéléssel, de a következő album felvételére még stúdióba vonult az együttes többi tagjával együtt. Jelenleg is segédkezik a dalírásban és néhányszor még feltűnik a színpadon is. 2007 végén egy rövid hazai klubturnén vettek részt és kiadták ingyenes karácsonyi kislemezüket Flakes címmel.

### Twenty One

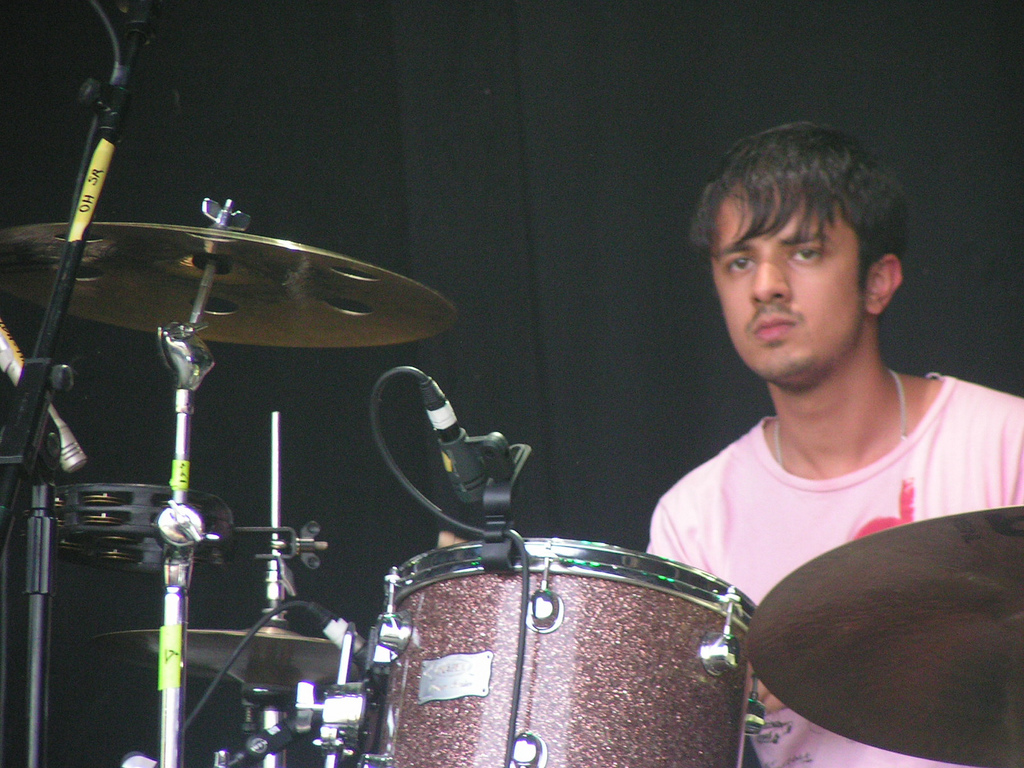
Kapil Trivedi 2008-ban

Második albumuk, a Twenty One 2008 márciusában jelent meg. A producer Earl Alkan volt, a keverést pedig Nick Launay készítette. A lemezt a kiadás előtt megjelent Young Love kislemez vezette fel Laura Marling közreműködésével. A második single a Two Doors Down a brit listákon a 24. helyig jutott. Az album hangzásbeli változást mutat, a pszichedelikus és progresszív rocktól inkább popposabb irányba mozdult el.
Jeremy Warmsley és Adem közreműködésével született daluk, a Grains of Sand felkerült Survival International alapítvány Songs for Survival című segélyalbumára.
2009 januárjában elhagyták a 679 Recordings-t és szerződét kötöttek a Rough Trade Records kiadóval. Új album felvételeibe kezdtek és folytatták a turnézást, 2010 augusztusában a Reading és Leeds fesztiválokon álltak színpadra.

### Serotonin
2010 júliusában jelentették meg harmadik stúdióalbumukat, Serotonin címmel, a korong producere Chris Thomas volt. A promóciós kislemez, a Flash A Hungry Smile ingyenesen elérhető volt az együttes weboldalán. Az első valódi kislemez a Dreaming Of Another World az albummal egy időben debütált.
Ebben az évben közreműködtek a The Count & Sinden After Dark című számában is.

### Radlandsés a jövő

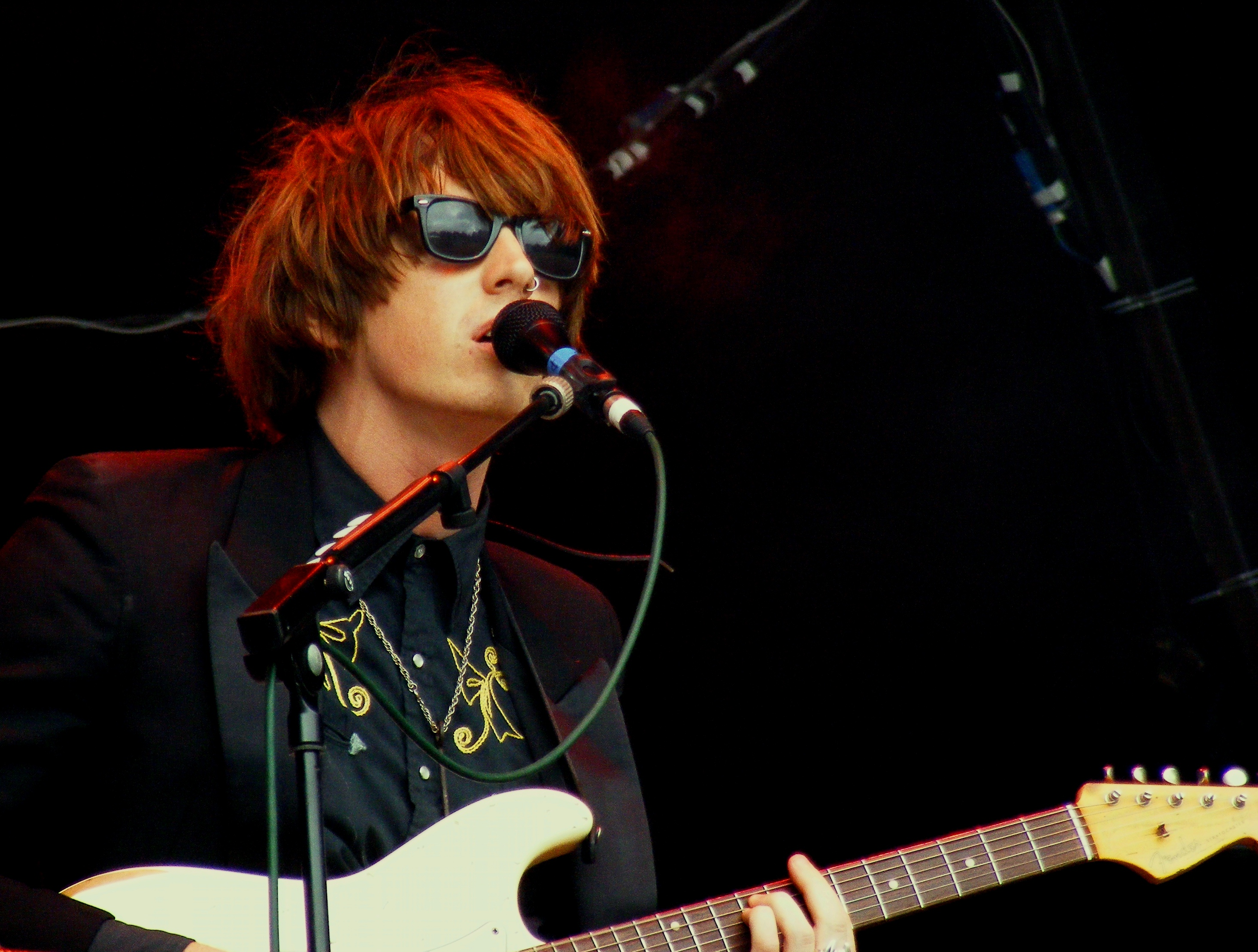
Blaine Harrison 2011-ben

2011 márciusában néhány titkos fellépést követően az együttes egy házi stúdiót rendezett be a Colorado folyó partján a Texas állambeli Austinban. A szerzői és rögzítési munkák két hónapot vettek igénybe, ezután visszatértek Nagy-Britanniába egy pár fesztiválkoncert kedvéért. Az album végül 2012 áprilisában látott napvilágot. Nem sokkal a megjelenés előtt, április 3-án bejelentették, hogy Kai Fish elhagyja a zenekart, helyét Pete Cochrane basszusgitáros veszi át.

## Tagok
- Blaine Harrison – ének, billentyűs hangszerek, gitár
- William Rees – gitár, ének
- Kapil Trivedi – dobok
- Henry Harrison – billentyűs hangszerek, gitár
- Peter Cochrane – basszusgitár
- Matt Park -

### Korábbi tagok
- Tamara Pearce-Higgins – billentyűs hangszerek, ének
- Kai Fish – ének, basszusgitár

## Diszkográfia

### Albumok
- Making Dens (2006. március 6., 679 Recordings) UK No. 32
- Zootime (2007. május 8., U.S. only release, Dim Mak Records)
- Twenty One (2008. március 24., 679 Recordings) UK No. 42
- Serotonin (2010. július 5., Rough Trade Records) UK No. 42
- Radlands (2012. április 30., Rough Trade Records) UK No. 40

### Kislemezek
| Év   | Kislemez                                                                         | Pozíció | Album       |
| Év   | Kislemez                                                                         | UK      | Album       |
| ---- | -------------------------------------------------------------------------------- | ------- | ----------- |
| 2005 | "Zoo Time"                                                                       | —       | Making Dens |
| 2005 | "On My Feet"                                                                     | —       | Making Dens |
| 2005 | "You Can't Fool Me Dennis"                                                       | 44      | Making Dens |
| 2005 | "Alas Agnes"                                                                     | 34      | Making Dens |
| 2006 | "The Boy Who Ran Away"                                                           | 23      | Making Dens |
| 2006 | "You Can't Fool Me Dennis" (re-release)                                          | 41      | Making Dens |
| 2006 | "Diamonds in the Dark"                                                           | 47      | Making Dens |
| 2008 | "Young Love" featuring Laura Marling                                             | 34      | Twenty-One  |
| 2008 | "Two Doors Down"                                                                 | 24      | Twenty-One  |
| 2008 | "Half in Love with Elizabeth"                                                    | —       | Twenty-One  |
| 2010 | "Dreaming of Another World"                                                      | —       | Serotonin   |
| 2010 | "Show Me the Light"                                                              | —       | Serotonin   |
| 2011 | "Serotonin"                                                                      | —       | Serotonin   |
| 2012 | "Someone Purer"                                                                  | —       | Radlands    |
| 2012 | "Greatest Hits"                                                                  | —       | Radlands    |
| 2012 | "—" olyan kiadványokat jelöl, amik nem értek el helyezést, vagy nem jelentek meg |         |             |

### EP-k
- Flotsam and Jetsam EP (2006. május 9., 679 Recordings)
- Mystery Jets EP (saját finanszírozású)

### 7" special limited
- Powercut Serenades ("Umbrellahead" és "Half In Love With the Radio"-val közösen limitált kiadásban 300 példányban, sorsolásnyertesek számára)

### Korai megjelenések
- Mystery Jets EP (saját finanszírozású, CD)
- Eel Pie Island (saját finanszírozású, CD) 2004.
- Christmas Sessions (saját finanszírozású, CD)

## Fordítás
- Ez a szócikk részben vagy egészben  a   Mystery Jets című angol Wikipédia-szócikk fordításán alapul.  Az eredeti cikk szerkesztőit annak laptörténete sorolja fel. Ez a jelzés csupán a megfogalmazás eredetét és a szerzői jogokat jelzi, nem szolgál a cikkben szereplő információk forrásmegjelöléseként.

## Kapcsolódó linkek
- Hivatalos weboldal
- Mystery Jets a Myspace-en
- Kai Fish leaves Mystery Jets